# Изолятор временного содержания
Изолятор временного содержания (ИВС, ранее — камера предварительного заключения, КПЗ, жарг. обезьянник, каталажка, кутузка, холодильник) — места заключения (камеры) при территориальных органах внутренних дел (ОВД) или органах пограничной охраны, предназначенное для временного содержания лиц, задержанных по подозрению в совершении преступления.
ИВС в России относятся к специальным учреждениям системы МВД России и не входят в структуру ФСИН. Они не предназначены для постоянного содержания заключённых под стражей. После принятия судом решения об избрании задержанным меры пресечения в виде заключения под стражу они переводятся в СИЗО и при необходимости переводятся из СИЗО в ИВС только на время проведения следственных действий и слушания в суде, но не более чем на 10 суток в течение месяца.
Размеры и принципы организации работы ИВС зависят от размера ОВД и от количества заключённых. ИВС может быть мелким, средним и крупным.
1. Мелкий ИВС, как правило, представляет собой несколько камер (не более пяти), которые зачастую расположены возле входа в ОВД.
2. Средний ИВС представляет собой от 5 до 10 камер, которые чаще всего находятся в подвале здания ОВД.
3. Крупный ИВС представляет собой отдельное здание, в котором расположены от 10 до 40 камер.

Административно-арестованные содержатся в спецприёмниках МВД России.